# عثمانكلا (مقاطعة كلاردشت)
عثمانكلا (بالفارسية: عثمان‌کلا) هي قرية تقع في قسم كلاردشت الشرقي الريفي (مقاطعة كلاردشت) في إيران. يقدر عدد سكانها بـ 205 نسمة بحسب إحصاء 2016.